# Đảng Người Thái yêu người Thái

Logo đảng Thai Rak Thai

Đảng Thai Rak Thai (tiếng Thái: ไทยรักไทย, phát âm tiếng Thái: [Thay Rặc Thay]; viết tắt TRT, có nghĩa đảng Người Thái yêu Người Thái) từng là một chính đảng lớn ở Thái Lan từng cầm quyền do Thaksin Shinawatra sáng lập năm 1998 cùng với Somkid Jatusripitak, PDP liên kết với Sudarat Keyuraphan, Purachai Piumsombun và 19 người khác.
Dựa vào nền tảng theo chủ nghĩa dân túy từ Somkid, TRT hứa hẹn sẽ đem lại quyền được chăm sóc sức khỏe cho mọi người trong cộng đồng, hoãn trả nợ 3 năm cho nông dân, và 1 triệu baht phát triển dành cho các làng mạc.
Sau khi Thủ tướng Chuan giải tán nghị viện vào tháng 11 năm 2000, TRT thắng đậm trong cuộc bầu cử vào tháng 1 năm 2001, cuộc bầu cử đầu tiên được tổ chức dưới sự kiểm soát của Hiến pháp Nhân dân 1997. Nó được đánh giá là hầu như tự do tham gia bầu cử nhất trong lịch sử của Thái. Lần đầu tiên, chế độ dân chủ của Thái, một đảng duy nhất thắng nắm toàn quyền chủ đạo.

17h30 (giờ Bangkok) ngày 31 tháng 5 năm 2007, Tòa án Hiến pháp Thái Lan đã tuyên bố giải tán Đảng Thai Rak Thai với những cáo buộc đã chi 10 triệu baht để mua chuộc một số thành viên hai đảng nhỏ là Đảng Pattana Chart Thai và Đảng Thai Ground. 111 thành viên của Đảng TRT cũng bị cấm hoạt động chính trị. Nguyên Phó chủ tịch Đảng Thai Rak Thai và cựu Phó tổng tổng thư ký Đảng TRT đã bị kết tội trực tiếp thực hiện hành vi gian lận.